# King O’Malley
King O’Malley (ur. 3 albo 4 lipca 1858, zm. 20 grudnia 1953 w Melbourne) – australijski polityk, członek Australijskiej Partii Pracy (ALP). W latach 1901–1917 poseł do Izby Reprezentantów, dwukrotny minister spraw wewnętrznych Australii.

## Życiorys

### Młodość
Początkowy etap życia O’Malleya przysparza biografom trudności, ponieważ on sam nie był pewien wielu podstawowych faktów. Jako swoją datę urodzin podawał 4 lipca 1858, ale zastrzegał, że równie dobrze mógł urodzić się dzień wcześniej. Jako swoje miejsce urodzenia wskazywał Stamford Farm w Quebecu, ale późniejsze badania wskazują, że najprawdopodobniej urodził się jednak w Valley Falls w Kansas. Podawanie Kanady jako miejsca narodzin było dla niego wygodne politycznie, bowiem automatycznie czyniło z niego poddanego Korony brytyjskiej, a tym samym dawało w Australii pełnię praw publicznych. Według jego własnych wspomnień jego ojciec zginął w wojnie secesyjnej, a on sam przeniósł się wówczas do Nowego Jorku, gdzie pozostawał pod opieką wuja i ciotki. Mając ok. 22 lata wrócił do Kansas, gdzie prowadził samodzielne interesy w branżach ubezpieczeniowej i nieruchomości. W kolejnych latach pracował w różnych miejscach w zachodniej części USA.
Do Australii przybył w wieku 30 lat. W pierwszych latach często zmieniał zawody i miejsca zamieszkania, od Australii Zachodniej po Tasmanię. Ostatecznie osiadł w Adelaide, gdzie szybko zdobył reputację cenionego agenta ubezpieczeniowego.

### Kariera polityczna
W 1896 został wybrany do Izby Zgromadzenia Australii Południowej jako kandydat niezależny, jednak pod względem prezentowanego programu zaliczający się niewątpliwie do lewicy. W 1899 stracił mandat w parlamencie stanowym. W marcu 1901, wkrótce po inauguracji Związku Australijskiego, został wybrany do pierwszej kadencji nowego parlamentu federalnego. Choć startował jako kandydat bezpartyjny, już po trzech miesiącach dołączył do ALP. Początkowo reprezentował wielomandatowy okręg wyborczy Tasmania, zaś po jego podziale na okręgi jednomandatowe, co nastąpiło przed wyborami w 1903, został posłem z okręgu Darwin, który reprezentował nieprzerwanie do 1917 roku.
W 1910 został powołany w skład drugiego gabinetu Andrew Fishera, gdzie pełnił urząd ministra spraw wewnętrznych. Najważniejszą decyzją z tego okresu, w której podejmowaniu miał duży udział, było wybranie Canberry na przyszłą stolicę federalną. Był również jednym z najgorętszych zwolenników utworzenia przez rząd federalny państwowego banku, działającego do dziś jako Commonwealth Bank (w latach 1991–1996 bank ten został całkowicie sprywatyzowany). Był także pomysłodawcą zmiany pisowni słowa „praca” w nazwie swojej partii. Choć australijska odmiana angielskiego bazuje generalnie na brytyjskiej ortografii (a w jeszcze większym stopniu bazowała w czasach O’Malleya), udało mu się przeforsować pomysł, by brytyjski zapis Labour zastąpić amerykańskim Labor, co w jego ocenie miało przydać partii nowoczesności.
W 1913 wraz z całą ALP przeszedł do opozycji. Powrócił do rządu w 1915, gdy ponownie został szefem resortu spraw wewnętrznych, tym razem w pierwszym gabinecie Billy’ego Hughesa. W czasie przesilenia wewnątrz ALP w 1916 zdecydował się pozostać w partii i nie dołączył do grupy rozłamowców kierowanej przez premiera Hughesa, co automatycznie wykluczyło go z gabinetu. W 1917 stracił mandat parlamentarny, a podejmowane przez niego próby powrotu do Izby Reprezentantów w wyborach w latach 1919 i 1922 zakończyły się niepowodzeniem.

### Późniejsze życie
O’Malley przeżył na politycznej emeryturze ponad 35 lat, oddając się głównie publicystyce, dochody czerpiąc zaś z umiejętnie prowadzonych inwestycji w nieruchomości w Australii i USA. Był ostatnim żyjącym członkiem pierwszej kadencji parlamentu federalnego. Zmarł w wieku 99 lat, jego kremację poprzedziła uroczystość żałobna z najwyższymi honorami państwowymi.